# Temporada 2022 del Campeonato de Fórmula 3 de la FIA
La temporada 2022 del Campeonato de Fórmula 3 de la FIA fue la cuarta edición de la categoría. Todas las rondas se disputaron como soporte a los Grandes Premios de Fórmula 1.
Victor Martins obtuvo el campeonato en la última carrera del año, mientras que Prema Racing obtuvo el título de escuderías.

## Escuderías y pilotos
| Escudería             | N.º | Piloto              | Rondas   |
| --------------------- | --- | ------------------- | -------- |
| Trident               | 1   | Jonny Edgar         | 1, 4-9   |
| Trident               | 1   | Oliver Rasmussen    | 2-3      |
| Trident               | 2   | Roman Staněk        | Todas    |
| Trident               | 3   | Zane Maloney        | Todas    |
| Prema Racing          | 4   | Arthur Leclerc      | Todas    |
| Prema Racing          | 5   | Jak Crawford        | Todas    |
| Prema Racing          | 6   | Oliver Bearman      | Todas    |
| ART Grand Prix        | 7   | Victor Martins      | Todas    |
| ART Grand Prix        | 8   | Grégoire Saucy      | Todas    |
| ART Grand Prix        | 9   | Juan Manuel Correa  | 1, 3-9   |
| MP Motorsport         | 10  | Caio Collet         | Todas    |
| MP Motorsport         | 11  | Alexander Smolyar   | 1-3, 5-9 |
| MP Motorsport         | 11  | Filip Ugran         | 4        |
| MP Motorsport         | 12  | Kush Maini          | Todas    |
| Charouz Racing System | 14  | László Tóth         | Todas    |
| Charouz Racing System | 15  | Ayrton Simmons      | 1        |
| Charouz Racing System | 15  | David Schumacher    | 2, 8     |
| Charouz Racing System | 15  | Lirim Zendeli       | 3        |
| Charouz Racing System | 15  | Zdeněk Chovanec     | 4-5      |
| Charouz Racing System | 15  | Christian Mansell   | 6-7      |
| Charouz Racing System | 15  | Alessandro Famularo | 9        |
| Charouz Racing System | 16  | Francesco Pizzi     | Todas    |
| Hitech Grand Prix     | 17  | Kaylen Frederick    | Todas    |
| Hitech Grand Prix     | 18  | Isack Hadjar        | Todas    |
| Hitech Grand Prix     | 19  | Nazim Azman         | Todas    |
| Campos Racing         | 20  | David Vidales       | Todas    |
| Campos Racing         | 21  | Hunter Yeany        | 1-5, 9   |
| Campos Racing         | 21  | Oliver Goethe       | 6-7      |
| Campos Racing         | 21  | Sebastián Montoya   | 8        |
| Campos Racing         | 22  | Pepe Martí          | Todas    |
| Jenzer Motorsport     | 23  | Ido Cohen           | Todas    |
| Jenzer Motorsport     | 24  | Niko Kari           | 1        |
| Jenzer Motorsport     | 24  | Federico Malvestiti | 2-9      |
| Jenzer Motorsport     | 25  | William Alatalo     | Todas    |
| Carlin                | 26  | Zak O'Sullivan      | Todas    |
| Carlin                | 27  | Brad Benavides      | Todas    |
| Carlin                | 28  | Enzo Trulli         | Todas    |
| Van Amersfoort Racing | 29  | Franco Colapinto    | Todas    |
| Van Amersfoort Racing | 30  | Rafael Villagómez   | Todas    |
| Van Amersfoort Racing | 31  | Reece Ushijima      | Todas    |
| Fuente:               |     |                     |          |

### Cambios de escuderías
- HWA RACELAB abandonó la categoría al finalizar la temporada 2021, en su lugar se incorporó la escudería Van Amersfoort Racing.[5]

### Cambios de pilotos
- Grégoire Saucy, ganador del Campeonato de Fórmula Regional Europea, fue piloto titular de ART Grand Prix.[6]
- Oliver Bearman, campeón de los campeonatos ADAC e Italia de Fórmula 4, fue piloto titular de Prema Racing.[7]
- Prema Racing retuvo al monegasco Arthur Leclerc.[8]
- Jak Crawford pasó de Hitech Grand Prix a Prema Racing.[9]
- Hitech Grand Prix fichó al protegido de Red Bull Isack Hadjar, proveniente de la Fórmula Regional Europea.[10]
- Jonny Edgar dejó Carlin para unirse a Trident.[11]
- ART Grand Prix retuvo a su piloto Juan Manuel Correa.[12]
- Alexander Smolyar abandonó ART Grand Prix y fichó por MP Motorsport.[13] Sin embargo, tanto él como su equipo protector, SMP Racing, se negaron a aceptar las normas de la FIA con respecto a la participación de pilotos rusos después de la invasión rusa de Ucrania de 2022 y se retiraron el 10 de marzo.[14] Finalmente disputó la ronda inaugural.[15]
- Trident fichó al debutante barbadense Zane Maloney.[16]
- László Tóth dejó Campos Racing y fichó por Charouz Racing System.[17]
- Campos Racing contó con el debutante español Pepe Martí.[18]
- Reece Ushijima, proveniente de la F3 Asiática y del Campeonato GB3, fue piloto titular de Van Amersfoort Racing.[19]
- Francesco Pizzi fue piloto titular de Charouz Racing System.[20]
- Roman Staněk pasó de Hitech Grand Prix a Trident.[21]
- Van Amerfoort Racing alineó al mexicano Rafael Villagómez, proveniente de HWA RACELAB.[22]
- Hunter Yeany disputó a tiempo completo la F3 con Campos Racing.[23]
- Franco Colapinto, sexto en la Fórmula Regional Europea 2021, fichó por Van Amersfoort Racing.[24]
- Kaylen Frederick dejó Carlin y fichó por Hitech.[25]
- Carlin contó con el debutante británico Zak O'Sullivan, campeón del Campeonato GB3.[26]
- Jenzer Motorsport fichó a Ido Cohen, proveniente de Carlin.[27] William Alatalo, proveniente del Campeonato de Fórmula Regional Europea, corrió junto a él.[28]
- MP Motorsport contó nuevamente con el brasileño Caio Collet.[29]
- Victor Martins abandonó MP y se unió a ART Grand Prix.[30]
- Ayrton Simmons participó en la primera ronda con Charouz Racing System.[31]
- David Vidales, proveniente de la Fórmula Regional Europea, debutó en la categoría con Campos Racing.[32]
- Carlin contó con el debutante estadounidense-español-guatemalteco Brad Benavides.[33]
- MP Motorsport fichó al indio Kush Maini.[34]
- Carlin contó con el debutante Enzo Trulli, proveniente de Eurofórmula Open.[35]
- El malayo Nazim Azman es piloto titular de Hitech Grand Prix.[36]
- Tras un año de inactividad, Niko Kari regresó a la F3 junto a Jenzer Motorsport.[37]

#### En mitad de temporada
- Jonny Edgar dejó de disputar la temporada luego de que le diagnosticaran la enfermedad de Crohn. Su asiento en Trident lo ocupó Oliver Rasmussen.[38] El británico volvió a su asiento en Silverstone.[39]
- Federico Malvestiti volvió a la Fórmula 3 para correr el resto de la temporada junto a Jenzer.[40]
- David Schumacher, proveniente de Trident, volvió a Charouz Racing System para reemplazar a Ayrton Simmons en Imola.[41] Lirim Zendeli volvió a la F3 ocupando ese mismo asiento en la ronda posterior.[42] Para la cuarta ronda lo ocupó Zdeněk Chovanec.[43] Schumacher volvió a dicho asiento en Zandvoort.[44]
- Alexander Smolyar se vio obligado a perderse las carreras de Silverstone tras una prohibición a los deportistas rusos de participar en eventos en el Reino Unido. Su asiento en MP lo ocupó el rumano Filip Ugran.[45]
- Los pilotos Christian Mansell y Oliver Goethe, ambos provenientes de Eurofórmula Open, se unieron a las escuderías Charouz Racing System y Campos Racing respectivamente para disputar la ronda de Budapest.[46][47]
- Sebastián Montoya, piloto de Fórmula Regional Europea, se unió a Campos Racing para ocupar el asiento número 21.[48]
- Para la última ronda, Alessandro Famularo se unió al asiento 15 de Charouz y volvió a correr tras estar varios meses inactivo.[49]

## Calendario
El campeonato volverá a su formato de fecha original, utilizado en 2019 y 2020. El sábado se correrá la carrera 1 y el domingo la carrera 2.
| Rondas  | Rondas | Circuito                                     | País         | Fecha            |
| ------- | ------ | -------------------------------------------- | ------------ | ---------------- |
| 1       | C1     | Circuito Internacional de Baréin, Sakhir     | Baréin       | 19 de marzo      |
| 1       | C2     | Circuito Internacional de Baréin, Sakhir     | Baréin       | 20 de marzo      |
| 2       | C1     | Autodromo Enzo e Dino Ferrari, Imola         | Italia       | 23 de abril      |
| 2       | C2     | Autodromo Enzo e Dino Ferrari, Imola         | Italia       | 24 de abril      |
| 3       | C1     | Circuito de Barcelona-Cataluña, Montmeló     | España       | 21 de mayo       |
| 3       | C2     | Circuito de Barcelona-Cataluña, Montmeló     | España       | 22 de mayo       |
| 4       | C1     | Circuito de Silverstone, Silverstone         | Reino Unido  | 2 de julio       |
| 4       | C2     | Circuito de Silverstone, Silverstone         | Reino Unido  | 3 de julio       |
| 5       | C1     | Red Bull Ring, Spielberg                     | Austria      | 9 de julio       |
| 5       | C2     | Red Bull Ring, Spielberg                     | Austria      | 10 de julio      |
| 6       | C1     | Hungaroring, Mogyoród                        | Hungría      | 30 de julio      |
| 6       | C2     | Hungaroring, Mogyoród                        | Hungría      | 31 de julio      |
| 7       | C1     | Circuito de Spa-Francorchamps, Francorchamps | Bélgica      | 27 de agosto     |
| 7       | C2     | Circuito de Spa-Francorchamps, Francorchamps | Bélgica      | 28 de agosto     |
| 8       | C1     | Circuito de Zandvoort, Zandvoort             | Países Bajos | 3 de septiembre  |
| 8       | C2     | Circuito de Zandvoort, Zandvoort             | Países Bajos | 4 de septiembre  |
| 9       | C1     | Autodromo Nazionale di Monza, Monza          | Italia       | 10 de septiembre |
| 9       | C2     | Autodromo Nazionale di Monza, Monza          | Italia       | 11 de septiembre |
| Fuente: |        |                                              |              |                  |

## Resultados

### Entrenamientos

#### Pretemporada
| Circuito | Fecha      | Sesión | Mejor clasificado | Mejor clasificado | Mejor clasificado | Mejor clasificado |
| Circuito | Fecha      | Sesión | Piloto            | Escudería         | Tiempo            | Vueltas           |
| -------- | ---------- | ------ | ----------------- | ----------------- | ----------------- | ----------------- |
| Sakhir   | 2 de marzo | Mañana | Arthur Leclerc    | PREMA Racing      | 1:48.005          | 10                |
| Sakhir   | 2 de marzo | Tarde  | Zane Maloney      | Trident           | 1:47.614          | 23                |
| Sakhir   | 3 de marzo | Mañana | Isack Hadjar      | Hitech Grand Prix | 1:47.516          | 30                |
| Sakhir   | 3 de marzo | Tarde  | Victor Martins    | ART Grand Prix    | 1:48.250          | 36                |
| Sakhir   | 4 de marzo | Mañana | Isack Hadjar      | Hitech Grand Prix | 1:47.247          | 44                |
| Sakhir   | 4 de marzo | Tarde  | Roman Staněk      | Trident           | 1:48.182          | 34                |

#### Postemporada
| Circuito             | Fecha            | Sesión | Mejor clasificado | Mejor clasificado | Mejor clasificado | Mejor clasificado |
| Circuito             | Fecha            | Sesión | Piloto            | Escudería         | Tiempo            | Vueltas           |
| -------------------- | ---------------- | ------ | ----------------- | ----------------- | ----------------- | ----------------- |
| Jerez de la Frontera | 21 de septiembre | Mañana | Gabriele Minì     | Hitech Grand Prix | 1:30.500          | 26                |
| Jerez de la Frontera | 21 de septiembre | Tarde  | Kaylen Frederick  | ART Grand Prix    | 1:31.275          | 37                |
| Jerez de la Frontera | 22 de septiembre | Mañana | Gabriel Bortoleto | Trident           | 1:29.554          | 29                |
| Jerez de la Frontera | 22 de septiembre | Tarde  | Pepe Martí        | Campos Racing     | 1:31.324          | 22                |
| Jerez de la Frontera | 23 de septiembre | Mañana | Franco Colapinto  | MP Motorsport     | 1:29.617          | 45                |
| Jerez de la Frontera | 23 de septiembre | Tarde  | Taylor Barnard    | Jenzer Motorsport | 1:31.280          | 17                |

### Temporada
| Ronda | Ronda | Ronda             | Pole Position     | Vuelta rápida     | Piloto ganador    | Escudería ganadora    | Resultados |
| ----- | ----- | ----------------- | ----------------- | ----------------- | ----------------- | --------------------- | ---------- |
| 1     | 1     | Sakhir            |                   | Zane Maloney      | Isack Hadjar      | Hitech Grand Prix     | Resultados |
| 1     | 2     | Sakhir            | Franco Colapinto  | Roman Staněk      | Victor Martins    | ART Grand Prix        | Resultados |
| 2     | 1     | Imola             |                   | Oliver Bearman    | Franco Colapinto  | Van Amersfoort Racing | Resultados |
| 2     | 2     | Imola             | Zane Maloney      | Roman Staněk      | Roman Staněk      | Trident               | Resultados |
| 3     | 1     | Barcelona         |                   | Jak Crawford      | David Vidales     | Campos Racing         | Resultados |
| 3     | 2     | Barcelona         | Roman Staněk      | Victor Martins    | Victor Martins    | ART Grand Prix        | Resultados |
| 4     | 1     | Silverstone       |                   | Isack Hadjar      | Isack Hadjar      | Hitech Grand Prix     | Resultados |
| 4     | 2     | Silverstone       | Zak O'Sullivan    | Jak Crawford      | Arthur Leclerc    | Prema Racing          | Resultados |
| 5     | 1     | Spielberg         |                   | Arthur Leclerc    | Jak Crawford      | Prema Racing          | Resultados |
| 5     | 2     | Spielberg         | Isack Hadjar      | Isack Hadjar      | Isack Hadjar      | Hitech Grand Prix     | Resultados |
| 6     | 1     | Budapest          |                   | Caio Collet       | Caio Collet       | MP Motorsport         | Resultados |
| 6     | 2     | Budapest          | Alexander Smolyar | Zak O'Sullivan    | Alexander Smolyar | MP Motorsport         | Resultados |
| 7     | 1     | Spa-Francorchamps |                   | Jonny Edgar       | Oliver Bearman    | Prema Racing          | Resultados |
| 7     | 2     | Spa-Francorchamps | Caio Collet       | Zane Maloney      | Zane Maloney      | Trident               | Resultados |
| 8     | 1     | Zandvoort         |                   | Caio Collet       | Caio Collet       | MP Motorsport         | Resultados |
| 8     | 2     | Zandvoort         | Zane Maloney      | Zane Maloney      | Zane Maloney      | Trident               | Resultados |
| 9     | 1     | Monza             |                   | Alexander Smolyar | Franco Colapinto  | Van Amersfoort Racing | Resultados |
| 9     | 2     | Monza             | Alexander Smolyar | Jonny Edgar       | Zane Maloney      | Trident               | Resultados |

## Clasificaciones

### Sistema de puntuación
Puntos de carrera 1
| Posición | 1.º | 2.º | 3.º | 4.º | 5.º | 6.º | 7.º | 8.º | 9.º | 10.º | VR |
| Puntos   | 10  | 9   | 8   | 7   | 6   | 5   | 4   | 3   | 2   | 1    | 1  |

Puntos de carrera 2
| Posición | 1.º | 2.º | 3.º | 4.º | 5.º | 6.º | 7.º | 8.º | 9.º | 10.º | Pole | VR |
| Puntos   | 25  | 18  | 15  | 12  | 10  | 8   | 6   | 4   | 2   | 1    | 2    | 1  |

### Campeonato de Pilotos
| Pos. | Piloto              | SAK | SAK | IMO | IMO | BAR | BAR | SIL | SIL | SPI | SPI | BUD | BUD | SPA | SPA | ZAN | ZAN | MNZ | MNZ | Puntos |
| ---- | ------------------- | --- | --- | --- | --- | --- | --- | --- | --- | --- | --- | --- | --- | --- | --- | --- | --- | --- | --- | ------ |
| 1    | Victor Martins      | Ret | 1   | 2   | 9   | Ret | 1   | 2   | 7   | 8   | 2   | 6   | 10  | 21  | Ret | 7   | 2   | 10  | 4   | 139    |
| 2    | Zane Maloney        | 4   | Ret | 6   | Ret | 21  | 13  | 7   | 11  | Ret | 5   | 10  | 2   | Ret | 1   | 17  | 1   | 4   | 1   | 134    |
| 3    | Oliver Bearman      | 2   | 6   | 12  | 17  | 12  | 5   | 9   | 3   | 16  | 3   | 5   | 3   | 1   | 3   | 11  | 25  | 2   | 2   | 132    |
| 4    | Isack Hadjar        | 1   | 25  | 5   | 3   | 10  | 3   | 1   | 5   | 10  | 1   | 4   | 18  | 9   | 14  | 6   | 5   | 27  | 9   | 123    |
| 5    | Roman Staněk        | 24  | 22  | 4   | 1   | 8   | 2   | 6   | Ret | 5   | 11  | 9   | 12  | 2   | 2   | 10  | 4   | 12  | 6   | 117    |
| 6    | Arthur Leclerc      | 5   | 2   | 13  | 4   | 4   | 16  | 8   | 1   | 4   | 4   | 27  | 8   | 5   | 11  | 12  | 12  | 8   | 5   | 114    |
| 7    | Jak Crawford        | 27  | 7   | 3   | 2   | 2   | 6   | 10  | 6   | 1   | 22  | 20  | 5   | 11  | 17  | 9   | 6   | 7   | 3   | 109    |
| 8    | Caio Collet         | 7   | Ret | 24† | 11  | 3   | 7   | 11  | 4   | 2   | 27  | 1   | 9   | 10  | 6   | 1   | 7   | 3   | 20  | 88     |
| 9    | Franco Colapinto    | 25  | 5   | 1   | 22  | Ret | 8   | 13  | Ret | 3   | 6   | 2   | 15  | 15  | 12  | 13  | 3   | 1   | 15  | 76     |
| 10   | Alexander Smolyar   | 3   | 23  | 8   | 14  | 6   | 4   |     |     | 9   | 7   | 15  | 1   | 3   | 9   | 14  | 10  | 25  | 27† | 76     |
| 11   | Zak O'Sullivan      | 6   | 18  | Ret | 6   | 18  | 27† | 14  | 2   | 12  | 17  | 18  | 4   | 20  | 13  | 3   | 23  | Ret | 11  | 54     |
| 12   | Jonny Edgar         | 13  | 11  |     |     |     |     | 15  | 8   | 7   | 21  | 13  | 24  | 4   | 5   | 4   | 9   | 5   | 8   | 46     |
| 13   | Juan Manuel Correa  | 9   | 4   |     |     | 5   | 10  | 21  | Ret | Ret | 10  | 12  | 6   | 17  | 15  | 2   | 24  | 13  | 24  | 39     |
| 14   | Kush Maini          | 15  | 16  | 20  | 5   | 17  | 25  | 4   | 22  | 19  | 24† | 3   | 7   | 13  | Ret | 18  | 11  | 11  | 13  | 31     |
| 15   | Grégoire Saucy      | Ret | 3   | Ret | 23† | 11  | 11  | 18  | 25  | 11  | 14  | 7   | 11  | 12  | Ret | 5   | Ret | 6   | 28† | 30     |
| 16   | David Vidales       | 10  | 8   | 11  | 8   | 1   | Ret | 12  | 9   | 18  | 12  | Ret | 13  | 7   | 8   | 21  | Ret | DNS | Ret | 29     |
| 17   | Kaylen Frederick    | 8   | 10  | 16  | 7   | 7   | 9   | 5   | 12  | 6   | 23  | 19  | 20  | Ret | 16  | 15  | 13  | Ret | 25  | 27     |
| 18   | William Alatalo     | 11  | 9   | 15  | 10  | 15  | 12  | 19  | 16  | Ret | 8   | 16  | 16  | 6   | 7   | 30  | Ret | 14  | 7   | 24     |
| 19   | Oliver Goethe       |     |     |     |     |     |     |     |     |     |     | 8   | 28  | Ret | 4   |     |     |     |     | 15     |
| 20   | Reece Ushijima      | 12  | 17  | Ret | 18  | 9   | 19  | 3   | 10  | 17  | 13  | 11  | 14  | 14  | 10  | 22  | 19  | 19  | 10  | 13     |
| 21   | Sebastián Montoya   |     |     |     |     |     |     |     |     |     |     |     |     |     |     | 8   | 8   |     |     | 7      |
| 22   | Oliver Rasmussen    |     |     | 7   | Ret | 16  | 14  |     |     |     |     |     |     |     |     |     |     |     |     | 4      |
| 23   | Brad Benavides      | 21  | 20  | 14  | Ret | 25  | Ret | NC  | 20  | 20  | 20  | Ret | 22  | 8   | 18  | 26  | Ret | 18  | 14  | 3      |
| 24   | Rafael Villagómez   | 17  | 12  | 9   | 20  | 14  | Ret | 26  | Ret | Ret | 15  | 17  | 21  | 23  | 19  | 28  | Ret | 26  | Ret | 2      |
| 25   | Pepe Martí          | 28† | 13  | Ret | 15  | 13  | 20  | 20  | 23  | 13  | Ret | 14  | 29  | Ret | 22  | 19  | 14  | 9   | 26  | 2      |
| 26   | Ido Cohen           | 14  | 15  | 23  | 13  | 23  | 22  | 17  | 15  | 14  | 9   | Ret | 17  | 24† | Ret | 29  | 16  | 15  | 12  | 2      |
| 27   | Francesco Pizzi     | 19  | Ret | 10  | Ret | 24  | 17  | 24  | 14  | 15  | 24  | 21  | 27  | 19  | 21  | 16  | 18  | 17  | 16  | 1      |
| 28   | David Schumacher    |     |     | 18  | 12  |     |     |     |     |     |     |     |     |     |     | 20  | 15  |     |     | 0      |
| 29   | Federico Malvestiti |     |     | Ret | 21  | 19  | 21  | 25  | 13  | 21  | 26  | 25  | 25  | 18  | 26  | 24  | 20  | 16  | 18  | 0      |
| 30   | Niko Kari           | 26  | 14  |     |     |     |     |     |     |     |     |     |     |     |     |     |     |     |     | 0      |
| 31   | Lirim Zendeli       |     |     |     |     | 20  | 15  |     |     |     |     |     |     |     |     |     |     |     |     | 0      |
| 32   | Nazim Azman         | 16  | Ret | 21  | 19  | Ret | 18  | 22  | Ret | 24  | 16  | 23  | 26  | 16  | 20  | 25  | 21  | 21  | 21  | 0      |
| 33   | Hunter Yeany        | 23  | 21  | 17  | 16  | 27  | 26  | 16  | 19  | 22  | WD  |     |     |     |     |     |     | 24  | 17  | 0      |
| 34   | Enzo Trulli         | 20  | 26  | 22  | 24  | 22  | 24  | 27  | 17  | 25  | 18  | 24  | 19  | DSQ | 24  | 23  | 17  | 20  | 22  | 0      |
| 35   | Ayrton Simmons      | 18  | 19  |     |     |     |     |     |     |     |     |     |     |     |     |     |     |     |     | 0      |
| 36   | Filip Ugran         |     |     |     |     |     |     | 23  | 18  |     |     |     |     |     |     |     |     |     |     | 0      |
| 37   | László Tóth         | 22  | 24  | 19  | 25  | 26  | 23  | Ret | 21  | 23  | 19  | 26  | Ret | 22  | 25  | 27  | 22  | 22  | 19  | 0      |
| 38   | Christian Mansell   |     |     |     |     |     |     |     |     |     |     | 22  | 23  | Ret | 23  |     |     |     |     | 0      |
| 39   | Alessandro Famularo |     |     |     |     |     |     |     |     |     |     |     |     |     |     |     |     | 23  | 23  | 0      |
| 40   | Zdeněk Chovanec     |     |     |     |     |     |     | Ret | 24  | 26  | Ret |     |     |     |     |     |     |     |     | 0      |
| Pos. | Piloto              | SAK | SAK | IMO | IMO | BAR | BAR | SIL | SIL | SPI | SPI | BUD | BUD | SPA | SPA | ZAN | ZAN | MNZ | MNZ | Puntos |

| Color     | Resultado              |
| --------- | ---------------------- |
| Oro       | Ganador                |
| Plata     | 2.ª plaza              |
| Bronce    | 3.ª plaza              |
| Verde     | Finalizó en los puntos |
| Azul      | Finalizó sin puntos    |
| Azul      | NC - No clasificado    |
| Violeta   | Ret - No terminó       |
| Rojo      | DNQ - No se clasificó  |
| Negro     | DSQ - Descalificado    |
| Blanco    | DNS - No empezó        |
| Blanco    | WD - Retirado          |
| Blanco    | C - Carrera cancelada  |
| Sin color | DNP - No participó     |
| Sin color | INJ - Lesionado        |
| Sin color | EX - Excluido          |

| Estado  | Resultado |
| ------- | --- |
| Negrita | Pole position |
| Cursiva | Vuelta rápida puntuable, el piloto cumplió los requisitos para ser bonificado con uno o más puntos por lograr la vuelta rápida |
| †       | Abandona, pero clasifica al completar el porcentaje requerido para ello                                                        |

Fuente: Fórmula 3.

### Campeonato de Escuderías
| Pos. | Escudería             | N.º | SAK | SAK | IMO | IMO | BAR | BAR | SIL | SIL | SPI | SPI | BUD | BUD | SPA | SPA | ZAN | ZAN | MNZ | MNZ | Puntos |
| ---- | --------------------- | --- | --- | --- | --- | --- | --- | --- | --- | --- | --- | --- | --- | --- | --- | --- | --- | --- | --- | --- | ------ |
| 1    | Prema Racing          | 4   | 5   | 2   | 13  | 4   | 4   | 16  | 8   | 1   | 4   | 4   | 27  | 8   | 5   | 11  | 12  | 12  | 8   | 5   | 355    |
| 1    | Prema Racing          | 5   | 27  | 7   | 3   | 2   | 2   | 6   | 10  | 6   | 1   | 22  | 20  | 5   | 11  | 17  | 9   | 6   | 7   | 3   | 355    |
| 1    | Prema Racing          | 6   | 2   | 6   | 12  | 17  | 12  | 5   | 9   | 3   | 16  | 3   | 5   | 3   | 1   | 3   | 11  | 25  | 2   | 2   | 355    |
| 2    | Trident               | 1   | 13  | 11  | 7   | Ret | 16  | 14  | 15  | 8   | 7   | 21  | 13  | 24  | 4   | 5   | 4   | 9   | 5   | 8   | 301    |
| 2    | Trident               | 2   | 24  | 22  | 4   | 1   | 8   | 2   | 6   | Ret | 5   | 11  | 9   | 12  | 2   | 2   | 10  | 4   | 12  | 6   | 301    |
| 2    | Trident               | 3   | 4   | Ret | 6   | Ret | 21  | 13  | 7   | 11  | Ret | 5   | 10  | 2   | Ret | 1   | 17  | 1   | 4   | 1   | 301    |
| 3    | ART Grand Prix        | 7   | Ret | 1   | 2   | 9   | Ret | 1   | 2   | 7   | 8   | 2   | 6   | 10  | 21  | Ret | 7   | 2   | 10  | 4   | 208    |
| 3    | ART Grand Prix        | 8   | Ret | 3   | Ret | 23† | 11  | 11  | 18  | 25  | 11  | 14  | 7   | 11  | 12  | Ret | 5   | Ret | 6   | 28† | 208    |
| 3    | ART Grand Prix        | 9   | 9   | 4   |     |     | 5   | 10  | 21  | Ret | Ret | 10  | 12  | 6   | 17  | 15  | 2   | 24  | 13  | 24  | 208    |
| 4    | MP Motorsport         | 10  | 7   | Ret | 24† | 11  | 3   | 7   | 11  | 4   | 2   | 27  | 1   | 9   | 10  | 6   | 1   | 7   | 3   | 20  | 195    |
| 4    | MP Motorsport         | 11  | 3   | 23  | 8   | 14  | 6   | 4   | 23  | 18  | 9   | 7   | 15  | 1   | 3   | 9   | 14  | 10  | 25  | 27† | 195    |
| 4    | MP Motorsport         | 12  | 15  | 16  | 20  | 5   | 17  | 25  | 4   | 22  | 19  | 24† | 3   | 7   | 13  | Ret | 18  | 11  | 11  | 13  | 195    |
| 5    | Hitech Grand Prix     | 17  | 8   | 10  | 16  | 7   | 7   | 9   | 5   | 12  | 6   | 23  | 19  | 20  | Ret | 16  | 15  | 13  | Ret | 25  | 150    |
| 5    | Hitech Grand Prix     | 18  | 1   | 25  | 5   | 3   | 10  | 3   | 1   | 5   | 10  | 1   | 4   | 18  | 9   | 14  | 6   | 5   | 27  | 9   | 150    |
| 5    | Hitech Grand Prix     | 19  | 16  | Ret | 21  | 19  | Ret | 18  | 22  | Ret | 24  | 16  | 23  | 26  | 16  | 20  | 25  | 21  | 21  | 21  | 150    |
| 6    | Van Amersfoort Racing | 29  | 25  | 5   | 1   | 22  | Ret | 8   | 13  | Ret | 3   | 6   | 2   | 15  | 15  | 12  | 13  | 3   | 1   | 15  | 91     |
| 6    | Van Amersfoort Racing | 30  | 17  | 12  | 9   | 20  | 14  | Ret | 26  | Ret | Ret | 15  | 17  | 21  | 23  | 19  | 28  | Ret | 26  | Ret | 91     |
| 6    | Van Amersfoort Racing | 31  | 12  | 17  | Ret | 18  | 9   | 19  | 3   | 10  | 17  | 13  | 11  | 14  | 14  | 10  | 22  | 19  | 19  | 10  | 91     |
| 7    | Carlin                | 26  | 6   | 18  | Ret | 6   | 18  | 27† | 14  | 2   | 12  | 17  | 18  | 4   | 20  | 13  | 3   | 23  | Ret | 11  | 57     |
| 7    | Carlin                | 27  | 21  | 20  | 14  | Ret | 25  | Ret | NC  | 20  | 20  | 20  | Ret | 22  | 8   | 18  | 26  | Ret | 18  | 14  | 57     |
| 7    | Carlin                | 28  | 20  | 26  | 22  | 24  | 22  | 24  | 27  | 17  | 25  | 18  | 24  | 19  | DSQ | 24  | 23  | 17  | 20  | 22  | 57     |
| 8    | Campos Racing         | 20  | 10  | 8   | 11  | 8   | 1   | Ret | 12  | 9   | 18  | 12  | Ret | 13  | 7   | 8   | 21  | Ret | DNS | Ret | 53     |
| 8    | Campos Racing         | 21  | 23  | 21  | 17  | 16  | 27  | 26  | 16  | 19  | 22  | WD  | 8   | 28  | Ret | 4   | 8   | 8   | 24  | 17  | 53     |
| 8    | Campos Racing         | 22  | 28† | 13  | Ret | 15  | 13  | 20  | 20  | 23  | 13  | Ret | 14  | 29  | Ret | 22  | 19  | 14  | 9   | 26  | 53     |
| 9    | Jenzer Motorsport     | 23  | 14  | 15  | 23  | 13  | 23  | 22  | 17  | 15  | 14  | 9   | Ret | 17  | 24† | Ret | 29  | 16  | 15  | 12  | 26     |
| 9    | Jenzer Motorsport     | 24  | 26  | 14  | Ret | 21  | 19  | 21  | 25  | 13  | 21  | 26  | 25  | 25  | 18  | 26  | 24  | 20  | 16  | 18  | 26     |
| 9    | Jenzer Motorsport     | 25  | 11  | 9   | 15  | 10  | 15  | 12  | 19  | 16  | Ret | 8   | 16  | 16  | 6   | 7   | 30  | Ret | 14  | 7   | 26     |
| 10   | Charouz Racing System | 14  | 22  | 24  | 19  | 25  | 26  | 23  | Ret | 21  | 23  | 19  | 26  | Ret | 22  | 25  | 27  | 22  | 22  | 19  | 1      |
| 10   | Charouz Racing System | 15  | 18  | 19  | 18  | 12  | 20  | 15  | Ret | 24  | 26  | Ret | 22  | 23  | Ret | 23  | 20  | 15  | 23  | 23  | 1      |
| 10   | Charouz Racing System | 16  | 19  | Ret | 10  | Ret | 24  | 17  | 24  | 14  | 15  | 24  | 21  | 27  | 19  | 21  | 16  | 18  | 17  | 16  | 1      |
| Pos. | Escudería             | N.º | SAK | SAK | IMO | IMO | BAR | BAR | SIL | SIL | SPI | SPI | BUD | BUD | SPA | SPA | ZAN | ZAN | MNZ | MNZ | Puntos |

| Color     | Resultado              |
| --------- | ---------------------- |
| Oro       | Ganador                |
| Plata     | 2.ª plaza              |
| Bronce    | 3.ª plaza              |
| Verde     | Finalizó en los puntos |
| Azul      | Finalizó sin puntos    |
| Azul      | NC - No clasificado    |
| Violeta   | Ret - No terminó       |
| Rojo      | DNQ - No se clasificó  |
| Negro     | DSQ - Descalificado    |
| Blanco    | DNS - No empezó        |
| Blanco    | WD - Retirado          |
| Blanco    | C - Carrera cancelada  |
| Sin color | DNP - No participó     |
| Sin color | INJ - Lesionado        |
| Sin color | EX - Excluido          |

| Estado  | Resultado |
| ------- | --- |
| Negrita | Pole position |
| Cursiva | Vuelta rápida puntuable, el piloto cumplió los requisitos para ser bonificado con uno o más puntos por lograr la vuelta rápida |
| †       | Abandona, pero clasifica al completar el porcentaje requerido para ello                                                        |

Fuente: Fórmula 3.

### Citas
1. ↑  «FEATURE RACE: Maloney beats Bearman at Monza as Martins becomes Champion». Fórmula 3 (en inglés). Formula Motorsport Limited. 11 de septiembre de 2022. Consultado el 11 de septiembre de 2022.
2. ↑  Slafer, Tomás (1 de marzo de 2022). «OFICIAL: la FIA permite a los pilotos rusos competir internacionalmente». SoyMotor.com. Consultado el 17 de marzo de 2022.
3. ↑  «2022 Barcelona Event - Barcelona 2022 F3 Entry List» (PDF). Fédération Internationale de l'Automobile (en inglés). 19 de mayo de 2022. Consultado el 7 de julio de 2022.
4. ↑  «2022 Silverstone Event - Silverstone DRIVERS ENTRY LIST» (PDF). Fédération Internationale de l'Automobile (en inglés). 30 de junio de 2022. Consultado el 7 de julio de 2022.
5. 1 2  «Ten teams have been selected for the 2022-2024 FIA Formula 3 seasons». Fórmula 3 (en inglés). FIA Formula 3 Championship Limited. 11 de octubre de 2021. Consultado el 15 de octubre de 2021.
6. ↑  «Saucy signs for ART Grand Prix in 2022 following impressive post-season test in Valencia». Fórmula 3 (en inglés). FIA Formula 3 Championship Limited. 5 de noviembre de 2021. Consultado el 5 de noviembre de 2021.
7. ↑  «PREMA Racing sign Ferrari junior Bearman for 2022». Fórmula 3 (en inglés). FIA Formula 3 Championship Limited. 28 de diciembre de 2021. Consultado el 28 de diciembre de 2021.
8. ↑  «PREMA Racing retain Leclerc for 2022 season». Fórmula 3 (en inglés). FIA Formula 3 Championship Limited. 11 de enero de 2022. Consultado el 11 de enero de 2022.
9. ↑  «Crawford completes PREMA Racing’s roster for 2022». Fórmula 3 (en inglés). FIA Fórmula 3 Championship Limited. 14 de enero de 2022. Consultado el 14 de enero de 2022.
10. ↑  «Hitech Grand Prix recruit Red Bull backed Hadjar for 2022». Fórmula 3 (en inglés). FIA Fórmula 3 Championship Limited. 14 de enero de 2022. Consultado el 14 de enero de 2022.
11. ↑  «Edgar switches to Trident for second season in F3». Fórmula 3 (en inglés). FIA Fórmula 3 Championship Limited. 14 de enero de 2022. Consultado el 14 de enero de 2022.
12. ↑  «Correa signs on for a second season with ART Grand Prix». Fórmula 3 (en inglés). FIA Fórmula 3 Championship Limited. 14 de enero de 2022. Consultado el 14 de enero de 2022.
13. ↑  «MP Motorsport sign Smolyar for 2022». Fórmula 3 (en inglés). FIA Fórmula 3 Championship Limited. 20 de enero de 2022. Consultado el 20 de enero de 2022.
14. ↑  Allen, Peter (10 de marzo de 2022). «Smolyar out of F3 after SMP withdraws from international racing». FormulaScout.com (en inglés). Consultado el 10 de marzo de 2022.
15. ↑  Allen, Peter (17 de marzo de 2022). «Smolyar still part of MP F3 line-up ahead of Bahrain season opener». FormulaScout.com (en inglés). Consultado el 17 de marzo de 2022.
16. ↑  «Trident add Maloney to their 2022 driver line-up». Fórmula 3 (en inglés). FIA Fórmula 3 Championship Limited. 21 de enero de 2022. Consultado el 21 de enero de 2022.
17. ↑  «Charouz Racing System sign Tóth for 2022». Fórmula 3 (en inglés). FIA Fórmula 3 Championship Limited. 25 de enero de 2022. Consultado el 25 de enero de 2022.
18. ↑  «Campos Racing sign Spanish rookie Marti for 2022». Fórmula 3 (en inglés). FIA Fórmula 3 Championship Limited. 26 de enero de 2022. Consultado el 26 de enero de 2022.
19. ↑  «American rookie Ushijima joins Van Amersfoort Racing for 2022». Fórmula 3 (en inglés). FIA Fórmula 3 Championship Limited. 27 de enero de 2022. Consultado el 27 de enero de 2022.
20. ↑  «Charouz Racing System add Italian rookie Pizzi to their team for 2022». Fórmula 3 (en inglés). FIA Fórmula 3 Championship Limited. 28 de enero de 2022. Consultado el 28 de enero de 2022.
21. ↑  «Stanek completes Trident’s 2022 line-up». Fórmula 3 (en inglés). FIA Fórmula 3 Championship Limited. 28 de enero de 2022. Consultado el 28 de enero de 2022.
22. ↑  «Villagómez switches to Van Amersfoort Racing for 2022». Fórmula 3 (en inglés). FIA Fórmula 3 Championship Limited. 28 de enero de 2022. Consultado el 28 de enero de 2022.
23. ↑  «Yeany signs with Campos Racing for 2022». Fórmula 3 (en inglés). FIA Fórmula 3 Championship Limited. 28 de enero de 2022. Consultado el 28 de enero de 2022.
24. ↑  «Argentinian Colapinto completes Van Amersfoort Racing’s line-up». Fórmula 3 (en inglés). FIA Fórmula 3 Championship Limited. 3 de febrero de 2022. Consultado el 3 de febrero de 2022.
25. ↑  «Frederick moves to Hitech Grand Prix for his second season». Fórmula 3 (en inglés). FIA Fórmula 3 Championship Limited. 4 de febrero de 2022. Consultado el 4 de febrero de 2022.
26. ↑  «Carlin sign new Williams F1 junior O’Sullivan for 2022». Fórmula 3 (en inglés). FIA Fórmula 3 Championship Limited. 4 de febrero de 2022. Consultado el 4 de febrero de 2022.
27. ↑  «Cohen switches to Jenzer Motorsport for second year in F3». Fórmula 3 (en inglés). FIA Fórmula 3 Championship Limited. 11 de febrero de 2022. Consultado el 11 de febrero de 2022.
28. ↑  «Jenzer Motorsport sign rookie Alatalo for 2022». Fórmula 3 (en inglés). FIA Fórmula 3 Championship Limited. 12 de febrero de 2022. Consultado el 12 de febrero de 2022.
29. ↑  «MP Motorsport retain Collet for 2022». Fórmula 3 (en inglés). FIA Fórmula 3 Championship Limited. 14 de febrero de 2022. Consultado el 14 de febrero de 2022.
30. ↑  «Martins switches to ART Grand Prix for 2022». Fórmula 3 (en inglés). FIA Fórmula 3 Championship Limited. 14 de febrero de 2022. Consultado el 14 de febrero de 2022.
31. ↑  «Simmons to remain with Charouz Racing System for first full F3 campaign». Fórmula 3 (en inglés). FIA Fórmula 3 Championship Limited. 15 de febrero de 2022. Consultado el 15 de febrero de 2022.
32. ↑  «Spanish racer Vidales completes Campos Racing's 2022 roster». Fórmula 3 (en inglés). FIA Formula 3 Championship Limited. 17 de febrero de 2022. Consultado el 17 de febrero de 2022.
33. ↑  «American-Spanish rookie Benavides joins Carlin». Fórmula 3 (en inglés). FIA Formula 3 Championship Limited. 18 de febrero de 2022. Consultado el 18 de febrero de 2022.
34. ↑  «Kush Maini joins MP Motorsport for 2022». Fórmula 3 (en inglés). FIA Formula 3 Championship Limited. 22 de febrero de 2022. Consultado el 22 de febrero de 2022.
35. ↑  «Carlin recruit Trulli for 2022 campaign». Fórmula 3 (en inglés). FIA Formula 3 Championship Limited. 1 de marzo de 2022. Consultado el 1 de marzo de 2022.
36. ↑  «Azman joins Hitech Grand Prix for 2022». Fórmula 3 (en inglés). FIA Formula 3 Championship Limited. 1 de marzo de 2022. Consultado el 1 de marzo de 2022.
37. ↑  Wood, Ida (14 de marzo de 2022). «Niko Kari makes surprise F3 return with Jenzer Motorsport». FormulaScout.com (en inglés). Consultado el 14 de marzo de 2022.
38. ↑  «Edgar to be replaced by Rasmussen at Trident due to health reasons». Fórmula 3 (en inglés). FIA Formula 3 Championship Limited. 4 de abril de 2022. Consultado el 4 de abril de 2022.
39. ↑  «Jonny Edgar returns with Trident at Silverstone». Fórmula 3 (en inglés). FIA Formula 3 Championship Limited. 24 de junio de 2022. Consultado el 29 de junio de 2022.
40. ↑  «Federico Malvestiti joins Jenzer Motorsport for remainder of 2022 season». Fórmula 3 (en inglés). FIA Formula 3 Championship Limited. 19 de abril de 2022. Consultado el 19 de abril de 2022.
41. ↑  Wood, Ida (20 de abril de 2022). «Schumacher makes one-off F3 return with Charouz». FormulaScout.com (en inglés). Consultado el 21 de abril de 2022.
42. ↑  Gascoigne, Roger (18 de mayo de 2022). «Zendeli replaces Schumacher at Charouz for Barcelona F3 round». FormulaScout.com (en inglés). Consultado el 19 de mayo de 2022.
43. ↑  Gascoigne, Roger (29 de junio de 2022). «Zdenek Chovanec to return to Charouz and FIA F3 at Silverstone». FormulaScout.com (en inglés). Consultado el 29 de junio de 2022.
44. ↑  Gascoigne, Roger (31 de agosto de 2022). «Schumacher returns to Charouz’s FIA F3 line-up for Zandvoort». FormulaScout.com (en inglés). Consultado el 31 de agosto de 2022.
45. ↑  «Smolyar forced to miss Silverstone F3 round, replaced by Ugran». FormulaScout.com (en inglés). 30 de junio de 2022. Consultado el 30 de junio de 2022.
46. ↑  «Campos confirms Oliver Goethe as Hunter Yeany’s replacement for Budapest». Fórmula 3 (en inglés). FIA Formula 3 Championship Limited. 26 de julio de 2022. Consultado el 26 de julio de 2022.
47. ↑  «Charouz Racing System confirms Christian Mansell for Budapest». Fórmula 3 (en inglés). FIA Formula 3 Championship Limited. 26 de julio de 2022. Consultado el 26 de julio de 2022.
48. ↑  Wood, Ida (1 de septiembre de 2022). «Sebastian Montoya to make F3 debut with Campos». FormulaScout.com (en inglés). Consultado el 1 de septiembre de 2022.
49. ↑  Wood, Ida (7 de septiembre de 2022). «Charouz names Alessandro Famularo as its eighth FIA F3 driver of 2022». FormulaScout.com (en inglés). Consultado el 7 de septiembre de 2022.
50. ↑  «FIA Formula 2 and FIA Formula 3 to change race weekend format in 2022». Fórmula 3 (en inglés). FIA Formula 3 Championship Limited. 24 de septiembre de 2021. Consultado el 15 de octubre de 2021.
51. ↑  «FIA Formula 3 Championship 2022 season calendar revealed». Fórmula 3 (en inglés). FIA Formula 3 Championship Limited. 15 de octubre de 2021. Consultado el 15 de octubre de 2021.
52. ↑  «Trident rookie Maloney tops Day 1 of pre-season testing in Bahrain». Fórmula 3 (en inglés). Formula Motorsport Limited. 2 de marzo de 2022. Consultado el 2 de marzo de 2022.
53. ↑  «Hitech Grand Prix rookie Hadjar fastest on Day 2 of testing in Sakhir». Fórmula 3 (en inglés). Formula Motorsport Limited. 3 de marzo de 2022. Consultado el 3 de marzo de 2022.
54. ↑  «Hitech Grand Prix rookie Hadjar tops the timesheets for the second successive day in Sakhir». Fórmula 3 (en inglés). Formula Motorsport Limited. 4 de marzo de 2022. Consultado el 4 de marzo de 2022.
55. ↑  «Mini fastest for Hitech on Day 1 at Jerez post-season test». Fórmula 3 (en inglés). Formula Motorsport Limited. 21 de septiembre de 2022. Consultado el 21 de septiembre de 2022.
56. ↑  «Bortoleto and Martí on top in Day 2 at Jerez post-season test». Fórmula 3 (en inglés). Formula Motorsport Limited. 22 de septiembre de 2022. Consultado el 22 de septiembre de 2022.
57. ↑  «Colapinto and Barnard quickest on final day of Jerez post-season testing». Fórmula 3 (en inglés). Formula Motorsport Limited. 23 de septiembre de 2022. Consultado el 23 de septiembre de 2022.
58. ↑  «Driver Standings for the FIA Formula 3 2022 Championship». Fórmula 3 (en inglés). Formula Motorsport Limited. Consultado el 19 de marzo de 2022.
59. ↑  «Team Standings for the FIA Formula 3 2022 Championship». Fórmula 3 (en inglés). Formula Motorsport Limited. Consultado el 19 de marzo de 2022.